# Charles J. Boatner
Charles Jahleal Boatner, född 23 januari 1849 i Columbia i Louisiana, död 21 mars 1903 i New Orleans i Louisiana, var en amerikansk demokratisk politiker. Han var ledamot av USA:s representanthus 1889–1897 med undantag av perioden 20 mars–10 juni 1896 då mandatet var vakant på grund av ett omtvistat valresultat.
Boatner studerade juridik och inledde 1870 sin karriär som advokat. Han var ledamot av Louisianas senat 1876–1878. År 1889 tillträdde han som kongressledamot och miste sitt mandat mitt under en mandatperiod efter att valresultatet mot Alexis Benoit från kongressvalet 1894 underkändes i mars 1896. Mandatet förklarades vakant och Boatner vann fyllnadsvalet men beslutade sig sedan att inte ställa upp till omval för en hel mandatperiod.
Boatner avled 1903 i New Orleans och gravsattes på Monroe Cemetery i Monroe.